# Perdido Street Station
Perdido Street Station (titre original : Perdido Street Station) est le deuxième roman de l'écrivain britannique China Miéville, publié en 2000, et le premier d'une série se situant dans le monde fictif de Bas-Lag, un monde où la magie (nommée « thaumaturgie ») et la technologie steampunk coexistent.

## Résumé
Isaac Dan der Grimnebulin est un scientifique excentrique vivant au cœur de Nouvelle-Crobuzon, la vaste cité-État de Bas-Lag. Il a pour compagne Lin, une artiste Khépri ayant un corps de femme et une tête de scarabée. Alors que celle-ci se voit offrir un travail de la part d'un chef de la pègre nommé M. Madras, Isaac doit faire face à un défi unique. Il est abordé par Yagharek, un Garuda (homme-aigle), qui lui demande de lui restaurer ses ailes afin de pouvoir voler à nouveau. Des évènements catastrophiques surviennent dans la ville à cause de ses recherches...

## Personnages
- Isaac Dan der Grimnebulin (Isaac Dan der Grimnebulin en version originale), scientifique humain, s'intéressant à tout et n'importe quoi mais obsédé plus que tout par ses recherches concernant sa théorie de « l'énergie de crise ». Compagnon de Lin et ami proche de Derkhan.
- Yagharek (Yagharek en version originale), Garuda exilé venant du désert du Cymek, loin en direction du sud de Nouvelle-Crobuzon. Il vient vers Isaac afin de pouvoir voler à nouveau, sans se soucier de la façon dont il s'y prendra ni du prix que cela peut éventuellement coûter.
- Lin (Lin en version originale), compagne d'Isaac, artiste Khépri qui se voit confier un travail pour M. Madras.
- Derkhan Journoir (Derkhan Blueday en version originale), lesbienne séditieuse entre deux âges, corédactrice du journal underground Le Fléau endémique.
- Benjamin Flex (Benjamin Flex en version originale), corédacteur du journal underground Le Fléau endémique.
- Lemuel Pigeon (Lemuel Pigeon en version originale), contact d'Isaac avec le monde criminel souterrain de Nouvelle-Crobuzon.
- M. Madras (Mr. Motley en version originale), chef de gang de Nouvelle-Crobuzon. On suppose qu'il fut originellement un humain mais il a altéré son corps plusieurs fois, en collectant d'amorphes parties corporelles d'origines obscures.
- Bentham Buseroux (Bentham Rudgutter en version originale), le maire corrompu de Nouvelle-Crobuzon, qui marchande et négocie avec des malfaiteurs œuvrant dans le crime organisé ainsi qu'avec des démons.
- Élisa Tube-Fulcher (Eliza Stem-Fulcher en version originale), bras droit du maire.
- Montjoie Saint-Denis (MontJohn Rescue en version originale),  bras droit du maire.
- Les gorgones (slake-moths en version originale), redoutables prédateurs interdimensionnels qui hypnotisent leurs victimes à l'aide des motifs colorés mouvants qui figurent sur leurs ailes, puis aspirent leur esprit à l'aide de leur langue.

## Accueil critique
En Grande-Bretagne, le roman reçoit une critique globalement favorable de l'écrivain Michael Moorcock dans la revue The Spectator. Il y salue le talent descriptif de China Miéville, son « sens de l'observation inhabituel pour le détail physique, pour la sensualité et la beauté tant de l'humain ordinaire que de l'altérité complète » ; il apprécie son souci d'éviter les intrigues génériques et les personnages bateau, et la vie et la tension dramatique constante qui se dégagent du livre. Il lui reproche toutefois de recourir, par souci de maintenir son suspense, à des emprunts génériques qui peuvent tromper les lecteurs sur le type d'intrigue qui les attend et conduisent les personnages à agir parfois en dépit de leur psychologie.
En France, le Cafard cosmique considère le roman comme un « chef-d'œuvre », en raison de son souci du détail et de son originalité dans la description de Nouvelle-Crobuzon, de son réalisme et de son « style impeccable ».

### Récompenses
Perdido Street Station a été proposé pour le prix Nebula du meilleur roman et le prix Hugo du meilleur roman 2002,. Il a remporté le prix British Fantasy de la British Fantasy Society 2000, le prix Arthur-C.-Clarke 2001, le grand prix de l'Imaginaire du meilleur roman étranger 2005, le prix Ignotus 2002, le prix Kurd-Laßwitz 2003 et le prix du Choix des éditeurs sur Amazon dans la catégorie fantasy 2007. La traduction de Nathalie Mège, pour l'édition Fleuve noir, a reçu le prix Jacques Chambon de la traduction 2005.

## Éditions
- Perdido Street Station, Macmillan, 24 mars 2000, 710 p.  (ISBN 978-0333781722)
- Perdido Street Station - 1, Fleuve noir, coll. « Rendez-vous ailleurs », 6 novembre 2003, trad. Nathalie Mège, 368 p.  (ISBN 978-2265071858)
- Perdido Street Station - 2, Fleuve noir, coll. « Rendez-vous ailleurs », 4 décembre 2003, trad. Nathalie Mège, 454 p.  (ISBN 978-2265072909)
- Perdido Street Station - 1, Pocket, coll. « Fantasy » no 5922, 1er septembre 2006, trad. Nathalie Mège, 434 p.  (ISBN 978-2266165402)
- Perdido Street Station - 2, Pocket, coll. « Fantasy » no 5923, 1er septembre 2006, trad. Nathalie Mège, 533 p.  (ISBN 978-2266165419)